# Gjumri
Gjumri (armensko: Գյումրի, izgovarja se [ɡjumˈɾi]), je mestna občinska skupnost in drugo največje mesto v Armeniji, ki deluje kot upravno središče province Širak na severozahodu države. Konec 19. stoletja, ko je bilo mesto znano kot Aleksandropol, je bilo eno največjih mest vzhodne Armenije z rusko oblastjo s prebivalstvom, podobnim prebivalstvu Erevana. V sovjetskem obdobju so ga preimenovali v Leninakan. Število prebivalcev mesta je pred potresom 1988, ko je bilo opustošeno, naraslo nad 200.000. Po popisu iz leta 2011 je v mestu živelo 121.976 prebivalcev, kar je manj kot pri popisu leta 2001, ko jih je bilo 150.917..
Gjumri je sedež Širaške škofije Armenske apostolske cerkve.

## Etimologija
Območje sodobnega Gjumrija je bilo v obdobju Urartu znano kot Kumajri. Verjetno je ime nastalo po Kimerijcih, ki so osvojili regijo in verjetno ustanovili naselje. Kumajri je bil pod dominacijo turških plemen poturčen kot Gümrü. Leta 1837 se je Kumari preimenoval v Aleksandropol po ženi carja Nikolaja I., princesi Aleksandri Fjodorovni. Med letoma 1924 in 1990 je bilo mesto znano kot Leninakan v čast Vladimirju Leninu. Po osamosvojitvi se je prvotno ime Kumajri uporabljalo do leta 1992, ko je bil Gjumri izbran za ime mesta.

## Zgodovina

### Klasična antika in antično Armensko kraljestvo
Arheološka izkopavanja, izvedena v celotnem sovjetskem obdobju, so pokazala, da je bilo območje novodobnega Gjumrija poseljeno vsaj od 3. tisočletja pred našim štetjem. Območje je bilo omenjeno kot Kumajri v zgodovinskih urartskih napisih iz 8. stoletja pred našim štetjem. To ime je fonetično povezano s Kimerijci, ki so se iz zahodnih bregov črnomorske regije preselili z evropske nižine . Zgodovinarji verjamejo, da je Ksenofont med vrnitvijo ob Črno morje prehodil Kumajri, potovanje pa ovekovečil v svoji Anabasis .
Po propadu Urartu do druge polovice 6. stoletja pred našim štetjem je Kumajri postal del Ahemenidskega cesarstva. Ostanki kraljeve naselbine, najdeni južno od Gjumrija v bližini vasi Beniamin iz 5. do 2. stoletja pred našim štetjem, so odličen primer vpliva Ahemenidov v regiji. Vendar pa je Kumajri na začetku 5. stoletja pred našim štetjem postal del satrapije Armenije pod vladavino Orontidov. Alternativna teorija kaže, da se je Kumajri oblikoval kot urbano naselje v poznem 5. stoletju pred našim štetjem (okoli 401 pr. n. št.), pod grškimi kolonisti .
Kasneje leta 331 pred našim štetjem je bilo celotno ozemlje vključeno v provinco Ajrarat antičnega armenskega kraljestva kot del kantona Širak. Med letoma 190 pred našim štetjem in 1. n. št. je bil Kumajri pod vladavino rodbine Artaksiadov. V 1. stoletju je bil Širak dodeljen družini Kamsarakan, ki je vladala nad Kumajrijem v času Arsakidskega kraljestva Armenije. .

### Srednji vek
Po razdelitvi Armenije leta 387 med Bizantince in Perzijce in kot posledica padca Arsakidske kraljevine Armenije leta 428 je Širak, vključno s Kumajrijem, postal del Sasanidskega cesarstva Perzije. Leta 658, na vrhuncu arabskih islamskih napadov, je bil med muslimanskim osvajanjem Perzije Kumajri osvojen in postal del Armenskega emirata pod Omajadskim kalifatom .
Kumajri je bilo pomembno in precej razvito mestno naselje v srednjem veku. Po besedah armenskega učenjaka Ghevonda Zgodovinarja je bilo mesto med letoma 733 in 75 središče armenskega upora, ki ga je vodil Artavazd Mamikonjan proti islamskemu arabskemu kalifatu. Po 2 stoletjih islamske vladavine nad Armenijo so Bagratidi leta 885 razglasili neodvisnost in ustanovili Bagratidsko kraljevino Armenijo. Kumajri je vstopil v novo obdobje rasti in napredka, zlasti ko je bližnje mesto Ani leta 961 postalo glavno mesto kraljestva. Kumajri je bil do druge polovice 10. stoletja pod vplivom armenske družine Pahlavuni, ki so bili potomci Kamsarakanov. Pahlavuni so veliko prispevali k napredku Širaka z ustanovitvijo številnih trdnjav, samostanskih kompleksov, izobraževalnih ustanov, itd.
Po padcu Armenije v Bizantinsko cesarstvo leta 1045, so leta 1064 pripadli k Seldžukom. Pod tujimi vladarji je mesto v naslednjih stoletjih izgubilo pomen, vse do ustanovitve Zakaridske kneževine Armenije leta 1201 pod Gruzijskim protektoratom. V času vladavine Zakaridov so vzhodno armenska ozemlja, predvsem Lori in Širak, stopila v novo obdobje rasti in stabilnosti ter postala trgovsko središče med vzhodom in zahodom. Potem ko so Mongoli leta 1236 zasedli Ani, se je Armenija kot del Ilkanata spremenila v mongolski protektorat, Zakaridi pa so postali vazali Mongolov. Po padcu Ilkanata sredi 14. stoletja so zakaridski knezi vladali nad planoto Lori, Širak in Ararat do leta 1360, ko so padli pod osvajalska turška plemena.
Do zadnje četrtine 14. stoletja je Armenijo, vključno s Širakom, prevzelo turško pleme Ag Qojunlu sunitskih turških Oghuzov. Leta 1400 je Timur napadel Armenijo in Gruzijo in kot sužnje zajel več kot 60.000 preživelih lokalnih prebivalcev. Veliko okrožij, vključno s Širakom, je bilo izpraznjeno. Leta 1410 je Armenija padla pod nadzor turškega plemena Kara Kojunlu sunitskih turških Oghuzov. Po besedah armenskega zgodovinarja Thomasa Metsoffa, čeprav je Kara Kojunlu Armencem odmerjal velike davke, so bila zgodnja leta njihove vladavine razmeroma mirna in prišlo je do obnove mest.
Pod vladavino turških plemen je bil Kumajri Turkom znan kot Gümrü.

### Perzijska in ruska oblast
Leta 1501 je vzhodno armenska ozemlja, vključno s Kumajrijem, osvojila nova Iranska dinastija Safavidov pod vodstvom šaha Ismaila I. Kumajri je kmalu po letu 1502 postal del novoustanovljenega Erivana Beglarbegija, novega upravnega ozemlja Irana, ki so ga oblikovali Safavidi. V prvi polovici 18. stoletja je Kumajri postal del Erivan kanata pod vladavino rodbine Afšaridov in kasneje pod perzijsko rodbino Kadžar.
Junija 1804 so ruske sile na začetku rusko-perzijske vojne 1804 in 1813 nadzirale območje Širaka. Kumajri je postal uradno del Ruskega cesarstva s pogodbo v Gulistanu, podpisano 1. januarja 1813 med Cesarsko Rusijo in Kadžarsko Perzijo.
V obdobju ruske vladavine je Gjumri postal eno od mest v razvoju na Zakavkazju. Leta 1829 je bil po rusko-turški vojni velik priliv armenskega prebivalstva, saj se je okoli 3000 družin, ki so se izselili iz ozemelj v Osmanskem cesarstvu - predvsem iz mest Kars, Erzurum in Doğubeyazıt - naselili v Gjumri in okolici. Ruski pesnik Aleksander Puškin je med potovanjem v Erzurum leta 1829 obiskal Gjumri.
Leta 1837 je v Gjumri prišel ruski car Nikolaj I. in spremenil ime v Aleksandropol. Ime je bilo izbrano v čast žene kralja Nikolaja I., princese Charlotte Pruske, ki je po prehodu v pravoslavno krščanstvo svoje ime spremenila v Aleksandra Fjodorovna.
V mestu je bila leta 1837 zgrajena velika ruska trdnjava. Aleksandropol je bil leta 1840 končno oblikovan kot mesto, ki je postalo središče novoustanovljenega Aleksandropolskega Ujezda, ki je v prvem desetletju doživelo hitro rast. Leta 1849 je postal del Erivanskega guvernorata. Mesto je bilo pomembno odkritje za cesarske ruske oborožene sile na Zakavkazju, kjer so bile ustanovljene njihove vojašnice (npr. Poligon, Severski, Kazali Post). V odgovor na rusko-turško vojno 1828–1829 so Rusi v 1830-ih na zahodnem robu mesta zgradili trdnjavo Sev Berd.
Aleksandropol se je med rusko-turško vojno 1877–78 hitro spremenil v eno glavnih središč ruskih čet. Po ustanovitvi železniške postaje leta 1899 je mesto doživelo pomembno rast in postalo največje mesto v vzhodni Armeniji. Do konca 19. stoletja je bilo v njem 430 nakupovalnih trgovin, pa tudi več delavnic in kulturnih ustanov.

### Sodobnost
Leta 1902 so odprli prvo banko v mestu. Do sovietizacije Armenije leta 1920 je imel Aleksandropol 31 proizvodnih središč, vključno s pivom, milom, tekstilom, itd. Po oktobrski revoluciji leta 1917 in ruskem umiku z Južnega Kavkaza so osmanske sile začele novo ofenzivo in 11. maja 1918 zavzele mesto Aleksandropol. Med pohodom na Kavkaz v prvi svetovni vojni, pa so se Osmani 24. decembra 1918 iz mesta umaknili zaradi premirja iz Mudrosa..
Na novo ustanovljena Republika Armenija, razglašena 28. maja 1918, je vključevala tudi mesto Aleksandropol. 10. maja 1920 so lokalni boljševiški Armenci, ki jim je pomagalo muslimansko prebivalstvo, v Aleksandropolu poskušali državni udar proti vladi. Vstajo je armenska vlada 14. maja zatrla in njene voditelje usmrtila. Med drugo turško invazijo so turške čete napadle Aleksandropol in 7. novembra 1920 zasedle mesto. Armenija je bila prisiljena 3. decembra podpisati pogodbo iz Aleksandropola, da ustavi turško napredovanje proti Erevanu, vendar je sočasna sovjetska invazija privedla do padca armenske vlade 2. decembra. Turške sile so se iz Aleksandropola umaknile po tem, ko sta  pogodbo iz Karsa, oktobra 1921 podpisali nepriznani sovjetska in turška vlada.
Pod sovjetsko oblastjo je bilo leta 1924 ime mesta spremenjeno v Leninakan po umrlem sovjetskem voditelju Vladimirju Leninu. Mesto je doživelo potres leta 1926, ko so bile uničene številne pomembne zgradbe, vključno z grško cerkvijo svetega Jurija. Leninakan je postal glavno industrijsko središče Armenske sovjetske socialistične republike in drugo največje mesto, za prestolnico Erevanu. Mesto je utrpelo veliko škodo med potresom leta 1988, ki je opustošil številne dele države. Potres se je zgodil vzdolž znanega preloma v dolžini 60 kilometrov. Njegov udar je bil vzporeden s Kavkazom in je padal na sever-severovzhod. Bruce Bolt, seizmolog in profesor zemeljskih in planetarnih znanosti na kalifornijski univerzi v Berkeleyju, je leta 1992 prehodil mejo preloma in ugotovil, da je navpični premik meril 1 m vzdolž večine dolžine z jugozahodnega konca dosegel 1,6 m .
Potres je imel katastrofalno vpliv na mesto, saj veliko stavb še vedno ni obnovljenih. Od leta 2014 po podatkih nekaterih novic na spletu ostaja med 4.000 in 5.000 prebivalcev mesta Gjumri brezdomcev, čeprav uradnih podatkov ni .
V času razpada Sovjetske zveze se je mesto med letoma 1990 do 1992 preimenovalo v Kumajri, ko je dokončno dobilo ime Gjumri. V mestu je ruska 102. vojaška baza .
Gjumri je bil slavljen kot prestolnica kulture Skupnosti neodvisnih držav leta 2013. Večji dogodki so se v mestu odvijali 30. junija 2013.
12. januarja 2015 je Valerij Permjakov, iz ruske 102. vojaške baze, umoril sedem članov armenske družine v Gjumriju.
Papež Frančišek je 25. junija 2016 na Gjumrijevem trgu Vartanti opravil sveto mašo. Slovesnosti se je udeležila tudi njegova svetost katolikos vseh Armencev Garegin II. 

## Geografija
Gjumri leži 126 kilometrov severno od glavnega mesta Erevan na osrednjem delu planote Širak, približno 1550 m nadmorske višine. Reka Akurija teče skozi zahodna predmestja. Planota Širak je obdana s pogorjem Pambak z vzhoda in vulkansko verigo Aragac z juga. Mesto Gjumri je od Črnega morja oddaljeno 196 kilometrov. Okoliška pokrajina je bogata s tufom, bazaltom in glino. 
Gjumri ima vlažno celinsko podnebje (Köppen Dfb), za katerega so značilne hladne in snežne zime, kjer se najnižja temperatura v skrajnih primerih lahko spusti na −41 ° C. Po drugi strani je poletje v Gjumriju razmeroma vroče in temperature dosegajo do 36 ° C. Letne količine padavin znašajo 486 milimetrov. 

## Demografija

### Prebivalstvo
Od leta 1840 se je število prebivalcev Gjumrija postopoma povečevalo, potem ko je dobil status mesta. Velik upad prebivalstva je bil posledica katastrofalnega potresa leta 1988. Tukajšnji prebivalci imajo izrazit videz in slog ter neomejen ponos na svoje mesto. Govorijo narečje, ki je različica karinskega narečja, tesno povezanega z zahodnimi Armenci (prvotno se je govoril v mestu Erzurum in okoli njega (imenovan Karin v armenščini), zdaj pa je na vzhodu Turčije) .

### Religija
Večina prebivalstva v Gjumriju pripada Armenski apostolski cerkvi. Stolnica svete Matere božje, Gjumri - znana tudi kot stolnica Sedmih ran Matere božje - je sedež škofije Širak Armenske cerkve .
Armenska katoliška cerkev je v Armeniji manjšina in je v pristojnosti ordinariata Armenije, Gruzije, Rusije in vzhodne Evrope s sedežem v Gjumriju. V provinci Širak živi približno 16.000 armenskih katoličanov. Sedež ordinariata za Armenijo, Gruzijo, Rusijo in vzhodno Evropo za Armensko katoliško cerkev je stolnica Svetih mučencev v Gjumriju, zgrajena leta 2015.
Prisotnost majhne ruske pravoslavne skupnosti skupaj z osebjem ruske vojaške baze je zaznamovana s cerkvijo svetega Aleksandra mučenika (znotraj ruske baze), cerkvijo svetega nadangela Mihaela in cerkvijo svetega Arsenija.
Številne zgodovinske cerkve v Gjumriju so bile ali porušene ali uničene.
Od leta 2017 so v mestu naslednje cerkvene zgradbe:
- Cerkev svete Aleksandre Mučenice v kompleksu ruske vojaške baze, zgrajena v letih 1837–42. Popolnoma je bila obnovljen in odprta 8. maja 2008.
- Cerkev svetega Odrešenika ali Surp Amenaprkič, zgrajena med letoma 1859–1873: zasnovana tako, da spominja na stolnico v Ani. Cerkev je bila močno prizadeta zaradi potresa 1988 in je trenutno v obnovi.
- Surp Nšan: deluje od leta 1870.
- Cerkev svetega Gregorja Razsvetitelja, zgrajena med letoma 1875 in 1880.
- Ruska pravoslavna cerkev sv. Mihaela Arhangela, lokalno znana kot Plplan Zham (Svetleča kapela), zgrajena med letoma 1875 in 1880.
- Stolnica svete Matere božje: znana tudi kot Sedmih ran Matere božje, zgrajena med letoma 1873–1884. Trenutno je sedež škofije Armenske apostolske cerkve v Širaku.
- Ruska pravoslavna cerkev svetega Arsenija, zgrajena v 1870-ih letih in odprta leta 1910. Lokalno je znana kot cerkev Kazači Post.
- Kapela svetega Hripsimeja, odprta leta 1992.
- Cerkev svetega Jakoba Nisibisa: cerkev Surp Hakob Mcbineci, odprta leta 2005.
- Kapela Surp Sarkis, zgrajena leta 2008 in odprta leta 2011.
- Kapela Surp Minas, odprta leta 2013
- Stolnica Svetih mučencev katoliških Armencev, odprta leta 2015

## Kultura

### Znamenitosti
- Zgodovinsko okrožje Kumajri: stari del Gjumrija s svojo edinstveno arhitekturo. Ima več kot tisoč zgradb iz 18. in 19. stoletja. Okrožje je eno redkih krajev v Republiki Armeniji in po svetu z avtentično urbano armensko arhitekturo. Skoraj vse strukture okrožja Kumajri so preživele oba velika potresa leta 1926 oziroma 1988. Zgodovinsko okrožje Kumajri zavzema osrednji in zahodni del sodobnega Gjumrija.
- Sev Berd ali Črna trdnjava (armensko: Սև բերդ; rusko: Чёрная Кре́пость, Chornaya Krepost): je zapuščena ruska cesarska trdnjava, zgrajena med letoma 1834 in 1847, ki stoji 8 kilometrov vzhodno od zaprte meje s Turčijo. Postavljena je bila kot odgovor na rusko-turško vojno 1828–1829. Trenutno je armenski spomenik nacionalne kulturne dediščine, ki se uporablja kot umetniško in kulturno središče [26].
- Monumentalni kip matere Armenije, postavljen leta 1975.
- Trg Vartananc je osrednji mestni trg Gjumrija.
- Trg neodvisnosti.
- Trg Charlesa Aznavourja.
- Trg Garegin Nždeh.
- Centralni park ustanovljen v 1920-ih na mestu starega pokopališča mesta.
- Kip Avetika Isahakjana

Proces obnove poškodovanih zgradb Gjumrija je vodil Earthwatch Institute (mednarodna okoljska dobrodelna organizacija, ustanovljena kot Educational Expeditions International leta 1971 v bližini Bostona (ZDA)), da bi ohranil edinstveno arhitekturo mesta.
Gjumri kljub hudim poškodbam med katastrofalnim potresom decembra 1988 še vedno ohranja svoje arhitekturne značilnosti.

## Gospodarstvo
V času predsovjetskega obdobja je Aleksandropol veljal za tretje največje trgovsko in kulturno središče v Zakavkazju po Tiflisu in Bakuju (Erevan se ni povzpel, dokler ga leta 1918 niso razglasili za glavno mesto neodvisne Armenije in 1920 Armenske SSR). Konec 19. stoletja je prebivalstvo Aleksandropola naraslo na 32.100 prebivalcev, večina Armencev.
Gospodarstvo mesta temelji predvsem na industriji in gradbeništvu. Vendar so med razvitimi sektorji tudi turistične in bančne storitve.
Industrijski sektor v obsega proizvodnjo gradbenih materialov (tuf in bazalt), proizvodnjo nogavic in tekstila, predelavo hrane in mlečnih izdelkov, alkoholnih pijač, elektronskih strojev, itd. Največji industrijski obrat je Gyumri-Beer pivovarna se je odprla leta 1972. Tovarna proizvaja raznovrstno lager pivo pod blagovnimi znamkami Gjumri, Ararat in Aleksandrapol . V mestu je tudi Tovarna stiskalnic, odprta leta 1912, podjetje za proizvodnjo nogavic Aršalujs, ustanovljeno leta 1926, tovarna strojev Karhat, odprta leta 1959, Chap Chemical LLC od leta 1999, tovarna oblačil Armtex Group od leta 2000, obrata za proizvodnjo nogavic Lentex pa deluje od leta 2001. Ostala mestna industrijska podjetja so tovarna mlečnih izdelkov Aleqpol, slaščičarna Anušaran in Gold Plast obrat za gradbene materiale.
V bližnji vasi Akurjan je tovarna Lusastgh-Sugar (odprta leta 2010), največji proizvajalec sladkorja v regiji Južnega Kavkaza.

## Mednarodni odnosi
Gjumri je pobraten z:
- Aleksandria, Virginia, ZDA (od 1990)
- Ashfield, Nottinghamshire, Združeno kraljestvo (od 1998)
- Solun, Grćija (od 2000)
- Córdoba, Argentina (od 2002)
- Plovdiv, Bolgarija (od 2004)
- Osasco, Brazilija (od 2006)
- Créteil, Francija (od 2009)
- Nardò, Italija (od 2009)
- Mozdok, Severna Osetija, Rusija (od 2011)
- Pitești, Romunija (od 2012)
- Białystok, Poljska (od 2013)
- Xi'an, Kitajska (od 2013)
- Domodedovo, Rusija (od 2014)
- Glendale, Kalifornija, ZDA (od 2015)
- Petah Tikva, Izrael (od 2019)[30]